# 미쓰비시 엑스팬더
미쓰비시 엑스팬더(영어: Mitsubishi Xpander)는 미쓰비시 자동차공업에서 2017년부터 제조한 소형 다목적 차량(MPV)이다. "크로스오버 MPV"로 널리 홍보된 이 차량은 2017년 7월 인도네시아에서 출시되었으며, 해당 지역에서 대량 생산 모델로 제조 및 판매되고 있다.